# Мехсана (окръг)
Мехсана е окръг в щата Гуджарат, Индия с площ от 4386 км2 и население 1 837 892 души (2001). Главен град е Мехсана.

## Административно деление
Окръга е разделен на 9 талука.

## Население
Населението на окръга през 2001 година е 1 837 892 души, около 75,22 % от населението е неграмотно.

### Религия
(2001)
- 1 714 171 – индуисти
- 113 631 – мюсюлмани
- 7122 – джайнисти